# خالد بن سلطان بن عبد العزيز آل سعود
خالد بن سلطان بن عبد العزيز آل سعود، الابن الأكبر للأمير سلطان بن عبد العزيز آل سعود. ولد سنة 1948 شغل منصب نائب وزير الدفاع إلى أن تم إعفاؤه في 20 أبريل 2013 وهو أحد خريجي أكاديمية ساندهيرست العسكرية الملكية وهو الرئيس الفخري لنادي الشباب السعودي.

## حرب الخليج الثانية 1991
كان الأمير خالد بن سلطان هو قائد القوات العربية في عملية عاصفة الصحراء لتحرير دولة الكويت، وكان أحد الحاضرين والموقعين على اتفاقية خيمة صفوان لوقف إطلاق النار مع العراق.

## حملة اليمن 2009
في نوفمبر 2009، قاد الأمير خالد حملة عسكرية ضد الحوثيون انتهت بتوقيع هدنة يوم 12 فبراير 2010, التي طلبها زعيم الحوثيين عبد الملك الحوثي، فيما أعلن الأمير خالد أن الحوثيين "لم ينسحبوا من أراضي المملكة طوعاً بل دحروا عنها بالقوة، في إشارة إلى إعلان الحوثيين إنهائهم الانسحاب من الأراضي السعودية في إطار الهدنة التي عرضوها على المملكة على لسان زعيمهم عبد الملك الحوثي، وأعلن الأمير خالد أن القوات السعودية اعتقلت في الحملة ما لا يقل عن 1,500 من الحوثيين.
من جهة أخرى يرى البعض أن الجيش السعودي قد ارتكب أخطاء تكتيكية عدة وانتقد البعض دور خالد بن سلطان في الحملة. تأذت سمعته وقد أزعجت هذه الأخطاء الملك عبد الله. شكى عبد الله من طول فترة الحرب، وعدد الخسائر الكبير، كما كان هناك عدد من ألوية الجيش السعودي. وقيل أن فرص خالد في خلافة والده كوزير للدفاع تلاشت بعد هذه الحملة.

## الإعلام
يملك الأمير خالد بن سلطان جريدة الحياة اللندنية وقد أوردت السفارة الأمريكية في الرياض في أحد تقاريرها عن الأمير خالد أنه لا يتدخل في أعمال الصحيفة طالما ابتعدت عن انتقاد سياسة الحكومة السعودية، وأن على الصحيفة أن تكون أجرأ من أي صحيفة ورقية سعودية.

## المؤهلات العلمية والعسكرية
- حصل على درجة التأهيل العسكري-دفاع جوي من أكاديمية ساندهيرست العسكرية الملكية.[1]
- حصل على الدورات العامة والتخصصية في مجال الدفاع الجوي من مدرسة الدفاع الجوي بالولايات المتحدة الأمريكية وهي دورة أركان صواريخ هوك.[1]
- دورة ضباط صواريخ هوك ودورة الحرب الإلكترونية دفاع جوي ودورة صيانة صواريخ هوك.
- حاصل على الماجستير في العلوم العسكرية من كلية القيادة والأركان العامة من فورت ليفنوورث بالولايات المتحدة الأمريكية.
- حصل على دورة الحرب من كلية الحرب الجوية في ماكسويل بالولايات المتحدة الأمريكية.
- حصل على دورة إدارة الشؤون الدفاعية من معهد الدراسات البحرية من مونتري بالولايات المتحدة الأمريكية.

## المناصب التي كلف بها

### المناصب العسكرية
تولى خلال خدمته العسكرية التي امتدت من عام 1968 حتى تقاعده سنة 1991 العديد من المناصب:
- قائد سرية دفاع جوي
- ضابط تدريب ومساعد ركن ضابط عمليات الدفاع الجوي
- رئيس قسم التفتيش والمراقبة في قيادة الدفاع الجوي
- مدير إدارة مشاريع الدفاع الجوي
- مساعد قائد قوات الدفاع الجوي
- نائب قائد قوات الدفاع الجوي
- قائد قوات الدفاع الجوي
- قائد القوات المشتركة ومسرح العمليات في حرب تحرير الكويت
- المشرف العام على مسرح العلميات في عملية تطهير الحدود الجنوبية من المتسللين

بتاريخ 16 ربيع الأول 1412 الموافق 24 سبتمبر 1991 أصدر الملك فهد بن عبد العزيز آل سعود أمراً ملكياً بترقيته إلى رتبة «فريق أول ركن» وإحالته إلى التقاعد، بناءً على طلبه.

### المناصب السياسية
- بتاريخ 22 شوال 1421هـ الموافق 17 يناير 2001 أصدر الملك فهد بن عبد العزيز آل سعود أمراً ملكياً بتعيينه مساعداً لوزير الدفاع والطيران والمفتش العام للشؤون العسكرية برتبة وزير، ومددت خدماته بتاريخ 22 شوّال 1425هـ الموافق 5 ديسمبر 2004، وتاريخ 22 شوّال 1429هـ، الموافق 22 أكتوبر 2008[1]
- بتاريخ 9 ذي الحجة 1432هـ الموافق 5 نوفمبر 2011 أصدر الملك عبد الله بن عبد العزيز آل سعود أمراً ملكياً بتعيين الأمير سلمان بن عبد العزيز آل سعود وزيراً للدفاع، وتعيين الأمير خالد بن سلطان بن عبد العزيز نائباً لوزير الدفاع بمرتبة وزير.[8]
- بتاريخ 10 جماد الثاني 1434هـ الموافق 20 أبريل 2013 أصدر الملك عبد الله بن عبد العزيز آل سعود أمراً ملكياً بناءً على كتاب ولي العهد نائب رئيس مجلس الوزراء وزير الدفاع سلمان بن عبد العزيز آل سعود بإعفاء الأمير خالد بن سلطان بن عبد العزيز نائب وزير الدفاع من منصبه وتعيين الأمير فهد بن عبد الله بن محمد بن عبد الرحمن آل سعود نائباً لوزير الدفاع بمرتبة وزير.[9]

## الأوسمة والنياشين
حاصل على عدد من الأوسمة والنياشين التالية:
1-الأوسمة الوطنية :
- وسام الملك فيصل من الدرجة الرابعة
- وسام الملك فيصل من الدرجة الثالثة
- وسام الملك عبد العزيز من الطبقة الأولى

2-الأوسمة الأجنبية:
- حصل على عدد من الأوسمة من دولة الكويت وفرنسا واليمن والسنغال والمجر والبحرين والأردن والإمارات العربية المتحدة وأمريكا وعُمان وغيرها من الدول.

وقد حصل على الأنواط التالية:
- نوط الخدمة العسكرية والإدارة والقيادة والمعركة ودرع الجزيرة
- ميدالية التقدير العسكري
- ميدالية تحرير الكويت
- ميدالية الأكاديمي كابيتا من معهد التاريخ العسكري بروسيا الإتحادية والتي تمنح لأبرز علماء القرن العشرين الميلادي.

## النشاطات والاهتمامات
- الرئيس الفخري لـ نادي الشباب السعودي ورئيس مجلس أعضاء شرف نادي الشباب
- عضو جمعية العلوم السياسية الوطنية بالولايات المتحدة الأمريكية
- عضو جمعية العلوم الفلسفية بأمريكا
- عضو جمعية القيادة بأمريكا
- عضو الأكاديمية الدولية المعلوماتية بروسيا الإتحادية
- مؤسس لكرسي البحث بجامعة الملك سعود بالرياض الخاصة بعلوم المياه

كما أن له نشاطات استثمارية وتجارية :
منها إعلامية تتمثل في صحيفة الحياة التي يمتلكها وقناة الـ LBC اللبنانية والتي يشاركه في رأسمالها ابن عمه الأمير الوليد بن طلال بن عبد العزيز، وله اهتمامات بالماء وما تمثله من أهمية إستراتيجية للبقاء.

## مؤلفاته
للأمير خالد العديد المقالات المنشورة في عدد من الصحف المحلية والعالمية وحاضر في عدد من الجامعات والكليات العسكرية والمدنية المحلية والإقليمية والدولية. من مؤلفاته
- مقاتل من الصحراء[1]
- في السياسة والإستراتيجية [1]

## أسرته

### زوجاته
- كان متزوج من الأميرة لولوة بنت فهد بن عبد العزيز آل سعود (متوفاة في 17 رمضان 1443 هـ) (والدة الأمير فيصل، والأميرة سارة).
- الأميرة عبير بنت تركي الثاني بن عبد العزيز آل سعود (والدة الأميرة هالة، الأميرة مشاعل، الأمير فهد، الأمير عبد الله، والأمير سلمان).

### أبناؤه
- الأمير فيصل (مواليد 10 يوليو 1973، أمير منطقة الحدود الشمالية، وعضو شرف نادي الهلال). كان متزوج من الأميرة مضاوي بنت خالد بن عبد الله بن محمد آل سعود وله من البنات الأميرة ديم، ومتزوج من الأميرة سارة بنت خالد بن مساعد آل سعود وله من الأبناء الأميرة لولوة، الأمير خالد، الأميرة لين، الأميرة نوف، والأمير سلطان.
- الأميرة سارة (مواليد 14 ديسمبر 1976). متزوجة من الأمير عبد العزيز بن فهد بن عبد الله بن محمد آل سعود ولها من الأبناء الأمير فهد، الأميرة هيفاء، الأميرة لولوة، الأميرة لنا، الأميرة هلا، والأمير محمد.
- الأميرة هالة. كانت متزوجة من الأمير تركي بن عبد الله بن عبد العزيز آل سعود.
- الأميرة مشاعل. متزوجة من الأمير عبد الله بن خالد بن بندر بن محمد بن عبد العزيز آل سعود ولها من الأبناء الأمير بدر، والأميرة نورة.
- الأمير فهد (مواليد 6 يونيو 1985، عضو شرف نادي الشباب). متزوج من الأميرة مها بنت تركي بن بندر بن عبد العزيز آل سعود وله من الأبناء الأمير سلطان، والأمير نايف.
- الأمير عبد الله (مواليد 13 فبراير 1988، سفير خادم الحرمين الشريفين لدى النمسا، وعضو شرف نادي الشباب). متزوج من الأميرة نورة بنت خالد بن سعود بن خالد بن محمد آل سعود وله من البنات الأميرة عبير، والأميرة لنا.
- الأمير سلمان (مواليد 21 يوليو 1993، عضو شرف نادي الشباب). متزوج من الأميرة موضي بنت فهد بن سعود الكبير وله من الأبناء الأمير خالد، والأمير فهد، والأمير فيصل.[10]